# Cervières (Alpy Wysokie)
Cervières – miejscowość i gmina we Francji, w regionie Prowansja-Alpy-Lazurowe Wybrzeże, w departamencie Alpy Wysokie.

## Demografia
Według danych na rok 1990 gminę zamieszkiwało 120 osób, a gęstość zaludnienia wynosiła ~1 osób/km². W styczniu 2015 r. Cervières zamieszkiwało 181 osób, przy gęstości zaludnienia wynoszącej 1,7 osób/km².